# Sworn In
I Sworn In sono un gruppo musicale statunitense formatosi a Grayslake, Illinois, nel 2011.

## Formazione

### Formazione attuale
- Eugene Kamlyuk – chitarra, cori (2011, 2013-presente), voce (2011-2012)
- Derek Bolman – basso (2013-presente)
- Chris George – batteria, percussioni (2011-presente)

### Ex membri
- Tyler Dennen (2011, 2012-2018), voce

### Ex componenti
- Peter Massouros – chitarra (2012)
- Kenny Pickett – chitarra (2012-2013)
- Mike Piontek – basso (2011-2012)
- Matt Redlin – basso (2012)
- Sean Banks – basso (2012-2013)
- Zakary Gibson – chitarra, cori (2011-2012, 2013-2016)

## Discografia

### Album in studio
- 2013 – The Death Card
- 2015 – The Lovers/The Devil
- 2017 - All Smiles

### EP
- 2011 – Catharsis
- 2012 – Start/End